# Faster, Pussycat! Kill! Kill!
Pour plus de détails, voir Fiche technique et Distribution.
Faster, Pussycat! Kill! Kill! est un film américain de Russ Meyer, sorti en 1965.

## Synopsis
Trois femmes sauvages, dans trois somptueuses voitures, décident de former un gang et se livrent à des pillages meurtriers. Elles kidnappent et droguent la petite amie d’une de leurs victimes et se cachent dans un ranch isolé appartenant à un vieil homme infirme qui vit avec ses deux fils. Cet homme détient et cache une grosse somme d’argent. Les trois femmes tentent de séduire les deux fils afin de découvrir où est le butin.

## Fiche technique
- Titre : Faster, Pussycat! Kill! Kill!
- Réalisation : Russ Meyer
- Scénario : Jack Moran et Russ Meyer
- Photographie : Walter Schenk
- Musique : Paul Sawtell et Bert Shefter sous la direction d'Igor Kantor
- Chansons de Rick Jarrard
- Producteurs : Eve et Russ Meyer
- Société de production : Eve Productions
- Genre : Comédie érotique, film d'action
- Langue : anglais
- Durée : 85 min
- Classification :
  - Royaume-Uni : interdit aux moins de 18 ans[1]

## Distribution
- Tura Satana : Varla, une « femme sauvage »
- Haji : Rosie, une « femme sauvage »
- Lori Williams : Billie, la « femme sauvage » blonde
- Susan Bernard : Linda, la prisonnière
- Stuart Lancaster (en) : Le « vieux »
- Paul Trinka (en) : Kirk, l'autre fils du « vieux »
- Dennis Busch : Le « légume », le fils du « vieux »
- Ray Barlow : Tommy, le petit ami de Linda
- Mickey Foxx : L'homme de la station service
- John Furlong (en) : le narrateur